# Süleyman 2.
Süleyman 2. (født 15. april 1642 i Konstantinopel, død 23. juni 1691 i Edirne) var sultan af Det Osmanniske Rige fra 1687 til sin død. Han var yngre broder til Mehmed 4. og tilbragte som potentiel tronfølger en stor del af sit liv indespærret i  i Topkapi-paladsets harem, i det såkaldte kafes ("buret").

## Biografi
Da hans broder blev snigmyrdet år 1687, var det kun efter overtalelse fra regeringens side, at Süleyman accepterede at forlade sin indespærring i haremet og lade sig krone til sultan. Han var stort set uduelig som politiker, men traf den fornuftige beslutning at udnævne den kompetente Ahmed Faizil Köprülü til storvesir. Det lykkedes Köprülü at bremse Østrigs erobring af Balkan og endog knuse et oprør i Bulgarien, hvilket gjorde Süleymans korte regeringsperiode forholdsvis fremgangsrig. Köprülü døde under slaget ved Szlankamen i 1690 og sultanen et år senere, den 23. juni 1691, i Edirne.

## Eksterne links
- Wikimedia Commons har flere filer relateret til Süleyman 2.

| Biografi | Spire Denne biografi er en spire som bør udbygges. Du er velkommen til at hjælpe Wikipedia ved at udvide den. |

1. ↑  Navnet er anført på bokmål og stammer fra Wikidata hvor navnet endnu ikke findes på dansk.